# Municipio Mitontic
Koordinaten: 16° 52′ 0″ N, 92° 38′ 0″ W
Mitontic ist ein Municipio im Zentrum des mexikanischen Bundesstaats Chiapas. Das Municipio hat 11.157 Einwohner und eine Fläche von 36,7 km². Verwaltungssitz ist das gleichnamige Mitontic, einwohnerstärkster Ort hingegen ist Chalam.

## Geographie
Das Municipio Mitontic liegt im Zentrum des mexikanischen Bundesstaats Chiapas auf Höhen zwischen 1500 m und 2400 m. Es zählt zur Gänze zur physiographischen Provinz der Sierra Madre de Chiapas und liegt gänzlich in der hydrologischen Region Grijalva-Usumacinta. Die Geologie des Municipios wird zu 81 % von Kalkstein bestimmt bei 19 % Sandstein-Lutit; vorherrschende Bodentypen sind Alisol (66 %), Luvisol (20 %) und Leptosol (12 %). Etwa 58 % der Gemeindefläche sind bewaldet, 41 % dienen dem Ackerbau.
Das Municipio Mitontic grenzt an die Municipios Chenalhó, Tenejapa und Chamula.

## Bevölkerung
Beim Zensus 2010 wurden im Municipio 11.157 Menschen in 2.062 Wohneinheiten gezählt. Davon wurden 9.877 Personen als Sprecher einer indigenen Sprache registriert, darunter 9.099 Sprecher des Tzotzil. Knapp 47 Prozent der Bevölkerung waren Analphabeten. 1.639 Einwohner wurden als Erwerbspersonen registriert, wovon knapp 89 % Männer bzw. 3,7 % arbeitslos waren. Über 71 % der Bevölkerung lebten in extremer Armut.

## Orte
Das Municipio Mitontic umfasst 20 bewohnte localidades, von denen nur der Hauptort vom INEGI als urban klassifiziert ist. Vier Orte wiesen beim Zensus 2010 eine Einwohnerzahl von über 1000 auf, fünf Orte hatten weniger als 200 Einwohner. Die größten Orte sind:
| Ort        | Einwohner |
| Chalam     | 1345      |
| Tzoeptic   | 1295      |
| Chimhucum  | 1143      |
| Oxinam     | 1033      |
| Mitontic   | 0770      |
| Cuchumtón  | 0713      |
| Titaltetic | 0711      |